# Hubert Lanz
Karl Hubert Lanz (22. května 1896 Entringen – 12. srpna 1982 Mnichov) byl vysoce vyznamenaný veterán první světové války a pozdější generál wehrmachtu za druhé světové války v hodnosti General der Gebirgstruppen (generál horských jednotek). Mimo jiné byl držitelem mnoha vojenských vyznamenání včetně rytířského kříže Železného kříže s dubovými ratolestmi.

## Životopis
Do německé císařské armády vstoupil v srpnu 1914. V první světové válce byl důstojníkem pěchoty. Po válce zůstal v reichswehru, kde zastával nižší velitelské funkce, a ve třicátých letech působil ve vyšších štábech. Od podzimu 1938 velel 100. horskému pluku. Do druhé světové války vstoupil jako náčelník štábu V. sborové oblasti.
Od února 1940 zastával funkci náčelníka štábu XVIII. horského sboru a na podzim téhož roku byl jmenován velitelem 1. horské divize. Jako její velitel se účastnil i operace Barbarossa a operace Blau až do prosince 1942, kdy byl odvolán a přešel do generálské zálohy. Mimo jiné se jeho divize účastnila v květnu 1942 v rámci Mackensenova III. motorizovaného sboru protiútoku u Charkova, kdy se podařilo Němcům obklíčit na Barvěnkovském předmostí velkou část dvou sovětských armád. Jeho divize byla následně vystavena chaotickému náporu sovětských vojsk, které se snažily probojovat z obklíčení.
Úryvek z válečného deníků 1. horské divize: „Sovětské kolony útočily ve světle tisíců světlic proti německým liniím. Prapory byly povzbuzovány pronikavými povely velitelů a komisařů. Rudoarmějci postupovali vpřed zavěšeni do sebe. Nocí se rozléhalo jejich chraplavé ´úráá´. Na povel velitelů zahájili německé kulomety a kanóny přímou palbu. První vlny vojáků padly. Kolony v barvě země se stáčejí k severu. Avšak i zde narážejí na zátarasy a horské myslivce. Ustoupí, a pak se bez ohledu na ztráty rozběhnou proti německým postavením. Zabíjejí a probodávají vše, co jim stojí v cestě. Proniknou o několik stovek metrů dál a ocitají se v boční palbě německých kulometů. Co není mrtvé, to se potácí, plazí, klopýtá zpátky do strží Běreky.“ Lanzova divize všechny snahy o protržení obklíčení zlikvidovala.
Rok na to, v lednu 1943 se stal velitelem nově vytvořené armádní skupiny, která nesla jeho jméno. Když jeho podřízený sbor SS vyklidil město Charkov, byl zbaven velení a nahrazen generálem tankových jednotek Wernerem Kempfem. V červnu 1943 dočasně zastupoval polního maršála Ewalda von Kleista jako velitel Skupiny armád A a poté velel XXXXIX. horskému sboru. Od srpna 1943 mu bylo svěřeno velení nad XXII. horským sborem v Řecku, se kterým do jara 1945 postupně ustoupil přes Jugoslávii až do Alp, kde se vzdal americkým jednotkám.
Jeho jednotky se podílely na masakrech v roce 1941 v SSSR a v letech 1943–1945 v Řecku a Jugoslávii. V roce 1947 byl za masakr v Kefalonii souzen.

## Povýšení & vyznamenání
Data povýšení
- Fahnenjunker-Unteroffizier – září 1914
- Fähnrich – 12. listopad 1914
- Poručík – 4. únor 1915
- Nadporučík – 18. říjen 1918
- Kapitán – 1. únor 1928
- Major – 1. srpen 1934
- Podplukovník – 1. březen 1937
- Plukovník – 27. srpen 1939
- Generálmajor – 1. listopad 1940
- Generálporučík – 1. prosinec 1942
- Generál horských myslivců – 26. leden 1943

Vyznamenání
- Rytířský kříž železného kříže (236. držitel) – 1. říjen, 1940
- Dubové ratolesti k rytířskému kříži železného kříže (160. držitel) – 23. prosinec, 1942
- Pruský železný kříž I. třídy (první světová válka)
- Pruský železný kříž II. třídy (první světová válka)
- Spona k pruskému železnému kříži II. třídy – 22. květen, 1940
- Spona k pruskému železnému kříži I. třídy – 8. červen, 1940
- Odznak za zranění v černém (první světová válka)
- Kříž cti – 1934
- Armádní odznak horského vůdce
- Rakousko-Uherský vojenský záslužný kříž III. třídy s válečnou ozdobou (první světová válka)
- Rytířský kříž württemberského vojenského záslužného řádu (první světová válka)
- Rytířský kříž II. třídy královského württemberského Friedrichova řádu s meči (první světová válka)
- Královská württemberská zlatá vojenské medaile za zásluhy (první světová válka)
- |  |  |  Služební vyznamenání Wehrmachtu od IV. do I. třídy